# Drie Hoefijzers (wijk)

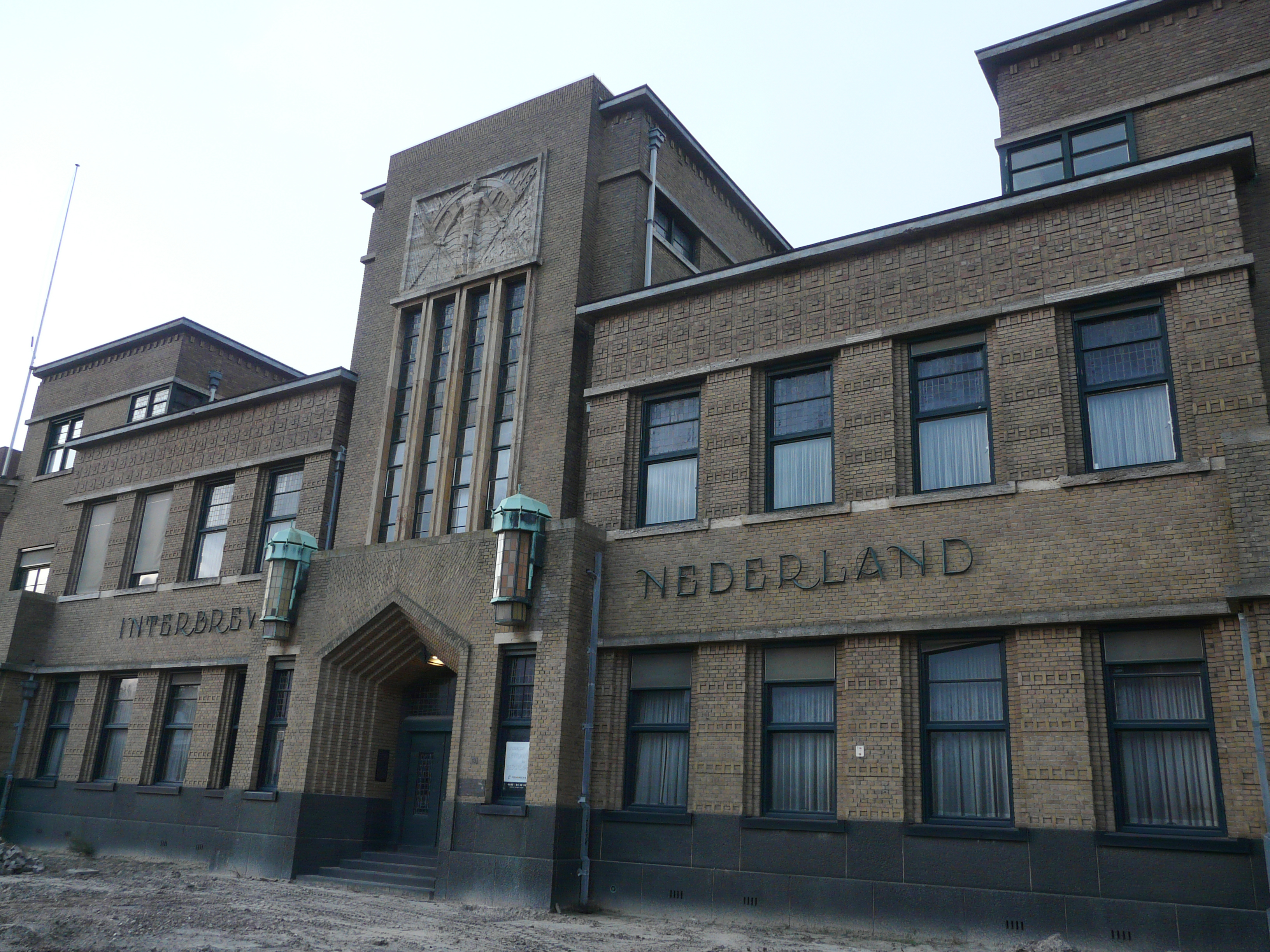
Voormalig kantoorgebouw van De Drie Hoefijzers in de Ceresstraat

Drie Hoefijzers is een nieuwe buurt in de wijk Doornbos-Linie in Breda. Het is een onderdeel van het plan Via Breda.
Het projectgebied ligt tussen de Oranjesingel en het spoor, rond de plaats waar vroeger de bierbrouwerij Drie Hoefijzers stond, bekend van het biermerk Breda Bier, later Skol. De Drie Hoefijzers werd opgericht in 1538 als Den Boom. In 1628 werd de brouwerij hernoemd naar De Drie Hoefijzers, een vernoeming naar de tegenover gelegen smidse De Drij Hoefijssers. De brouwerij Drie Hoefijzers werd pas Oranjeboom Breda toen zijn in 1968 met de Rotterdamse brouwerij Oranjeboom samenging. Van de vroegere bierbrouwerij zijn nog enkele delen behouden.
Het bouwproject zal tussen 2007 en 2012 gerealiseerd worden. Op 22 september 2010 is het eerste nieuwbouwproject Oranjekwartier in Breda opgeleverd. Het ligt niet ver van het centrum, Park Valkenberg en het Station Breda. Dichtbij ligt de basisschool St. Joseph, de oudste nog gebruikte lagere school van Breda. Vooral rond de Oranjesingel worden woningen gerealiseerd. Monumentale bebouwing zoals in de Ceresstraat het brouwhuis, het oude kantoor Interbrew van Inbev, de schoorsteen, de voormalige pastorie en Lentehof blijven bestaan maar krijgen een nieuwe functie.

## Galerij

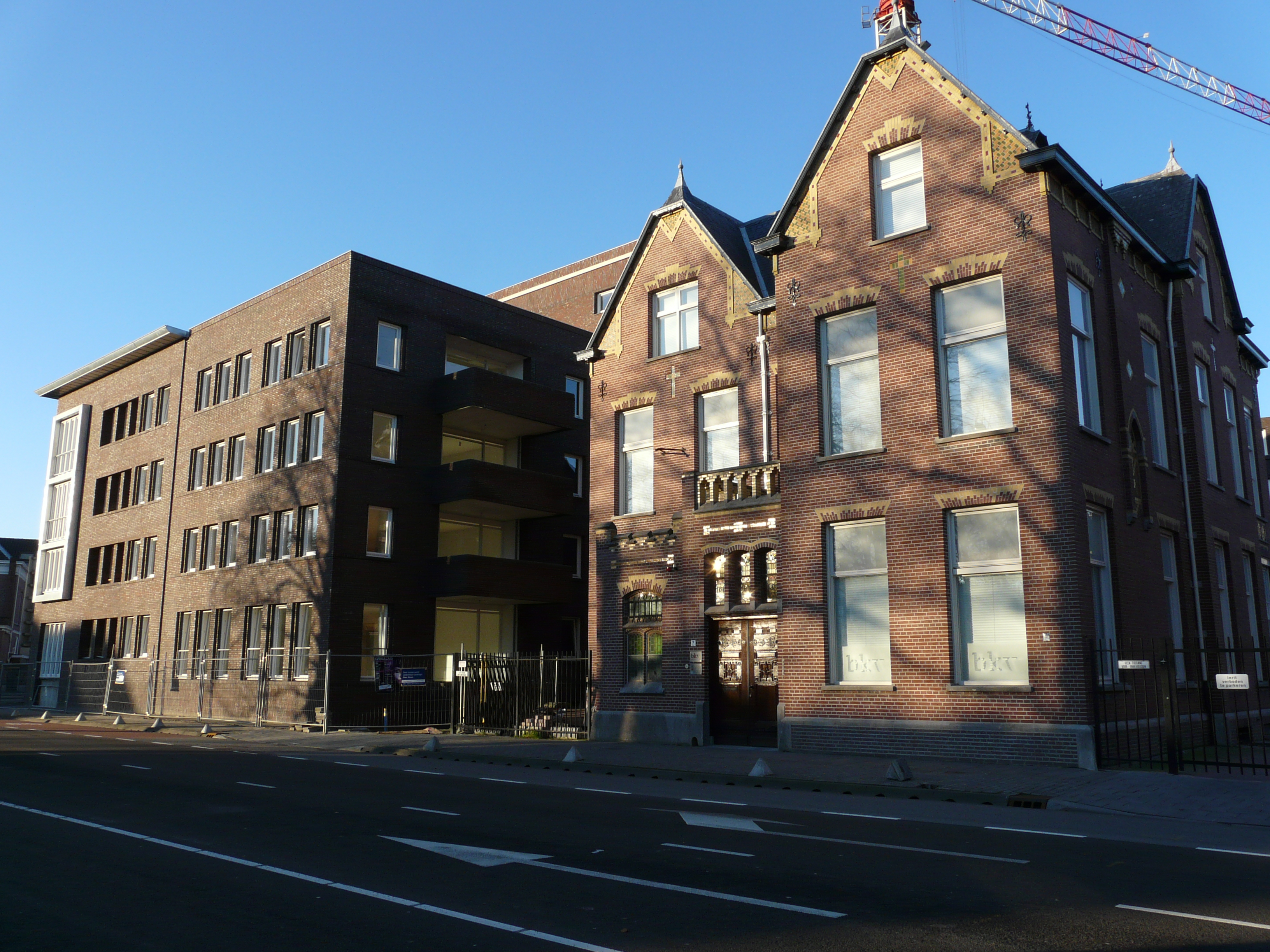
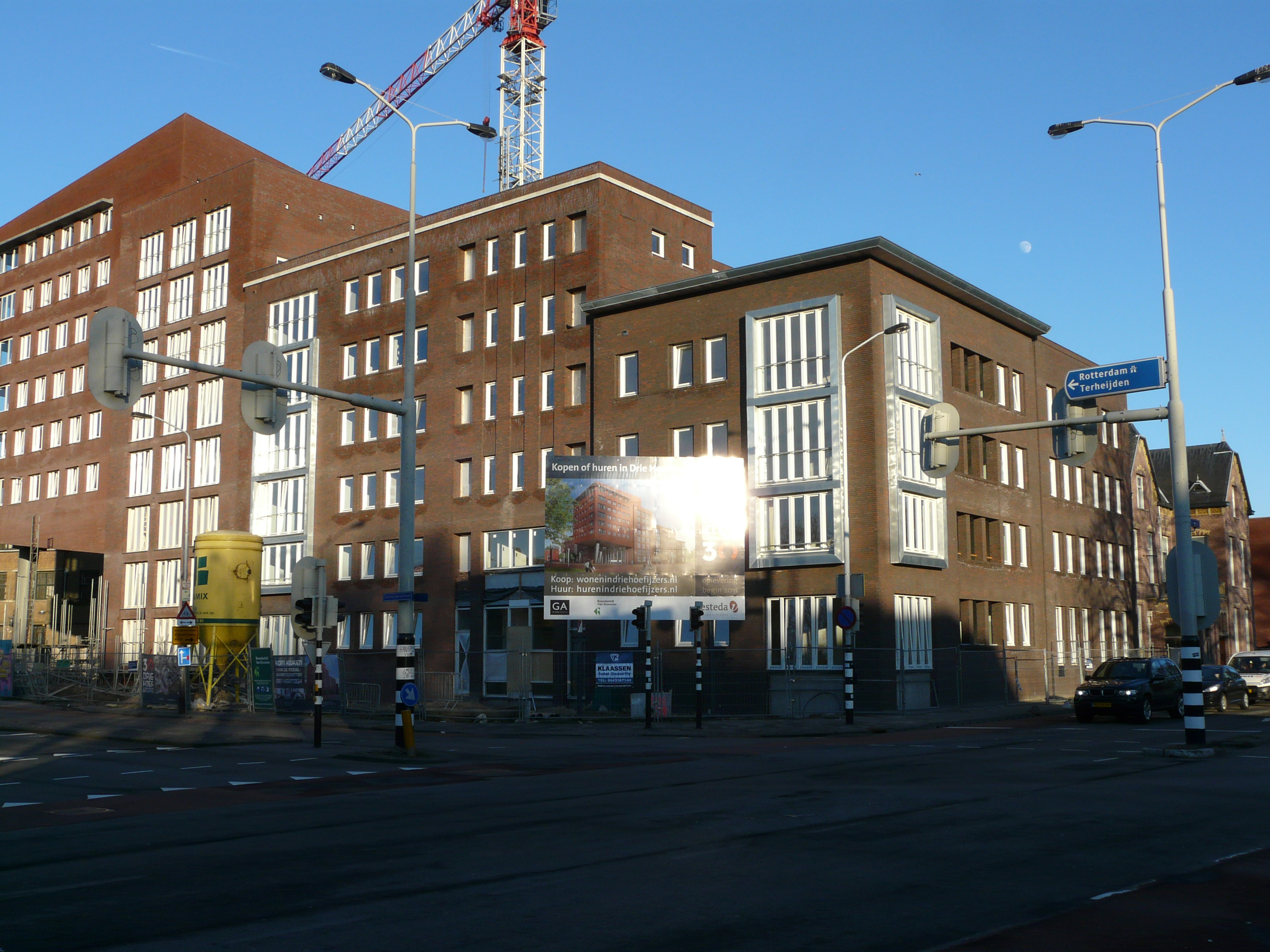